# Мангушев Ігор Леонідович
І́гор Леоні́дович Ма́нгушев (рос. Игорь Леонидович Мангушев; позивний «Берег», попереднє прізвище — Ре́ймер; 16 серпня 1986 — 8 лютого 2023, Луганська область, Україна) — російський неонацист, політтехнолог, пропагандист та бойовик. Співзасновник терористичного загону «ЕНОТ корп». Командир тактичного підрозділу «Сурикати», що боровся проти БПЛА українських військових на боці «ЛНР». Засновник каналів «Записки авантюриста» та «іній» у Telegram.

## Біографія
У 2011 році очолював націоналістичний рух «Світла Русь», що влаштовував спільні з поліцією рейди на місця проживання нелегальних мігрантів у Москві. Того ж року його організація об'єдналася з відділенням «Народного собору», утворивши загін «ЕНОТ корп».
У 2013 році працював на «фабрику інтернет-тролів», яку пов'язують із Євгеном Пригожиним.
У 2014 році був православним активістом, активістом «Ліги безпечного інтернету» (що виступає за цензуру Інтернету в Росії), а також представником «ДНР» в Росії. Того ж року поїхав на Євромайдан, а з 2 червня 2014 року — приєднався до бойовиків «ДНР/ЛНР». Його представляли як капітана 4 бригади 2 Армійського корпусу 8 армії збройних сил РФ. Загін «ЕНОТ корп», яким керував Мангушев, брав участь в анексії Криму (разом із російськими «козаками» і «Беркутом») і тривалий час воював проти України на Луганщині. Однак у 2019 році Мангушев стверджував, що перестав співпрацювати із загоном ще у 2015 році.
У 2019 році Мангушев назвав українців, що переїхали до Росії, «унтерменшами». Восени того ж року слугував провокатором на виборах до Московської міської думи, фальсифікуючи підписи за Любов Соболь для її дискредитації.
Деякий час працював в Африці та Сирії, кілька років проживав у Лівані.

### Повномасштабне вторгнення Росії в Україну
22 грудня 2021 року створив Телеграм-канал «іній», який використовувався у російських інформаційно-психологічних операціях проти України. На старті виникнення пабліку допомагала його розкручувати колишня українська правозахисниця Тетяна Монтян.
У квітні 2022 року покинув Ліван і знову долучився до російсько-української війни.
20 лютого 2022 року, напередодні повномасштабного російського вторгнення в Україну, Мангушев організував онлайн-флешмоб на підтримку російської армії, у якому учасники ставили літеру «Z» на аватари своїх каналів.
28 серпня 2022 року був опублікований відеозапис виступу Ігоря Мангушева на сцені клубу з черепом у руці. Мангушев заявив, нібито це останки українського військового, вбитого під час штурму «Азовсталі» у Маріуполі, і закликав «деукраїнізувати» Україну, знищуючи людей. Поява відео викликала хвилю обурення за межами Росії та відсутність реакції у самій Росії, попри порушення цілої низки законів РФ, зокрема, наявні наругу над тілами загиблих та заклики до геноциду.
Заснував тактичний підрозділ «Сурикати», що виявляв дрони українських військових і вибивав їх антидроновою рушницею ЛПД-801. Працював в околицях Вугледара.

### Поранення і смерть
У лютому 2023 року Мангушев, перебуваючи в тилу російських військ в Кадіївці, отримав важке поранення в голову та був доставлений у відділення нейрохірургії в місті Кадіївка. Куля пробила потилично-тім'яну ділянку черепа, пройшла під кутом 45 градусів зверху донизу та застрягла у центральній частині мозку. 6 лютого його перевезли до іншої лікарні та приставили охорону. Вранці 8 лютого, не приходячи до тями, Мангушев помер.
За версією Ігоря Гіркіна, у Мангушева виник конфлікт у кафе, після чого його наздогнали на дорозі і застрелили.

## Висловлювання про українців і Україну
25 серпня 2022 року Мангушев написав у своєму каналі Telegram:
|  | Ми спалимо ваші будинки, вб'ємо ваші сім'ї, відберемо ваших дітей і виростимо їх росіянами. |

Виступ із черепом на російському культурному заході Лимоновські читання, серпень 2022:
|  | Тому нам байдуже скільки їх треба вбити і як їх треба вбити. Якби ми воювали з людьми, ми б могли з ними помиритися, сказати: «Так, братан, ну так вийшло, війна». Але ми воюємо з ідеєю, тому всі носії цієї ідеї мають бути знищені… |

Мангушев був противником існування української держави, вважав, що українська держава «в будь-якому вигляді має бути знищена».